# Бад-Гастайн
Бад-Гастайн — місто в Австрійській землі Зальцбург. Місто належить округу Санкт-Йоганн-ім-Понгау. 
Бад-Гастайн відомий бальнеологічний курорт та центр зимових видів спорту. Тут часто проводяться змагання Кубка світу з гірськолижного спорту. Восени в місті проходить тенісний турнір Gastein Ladies.
Бад-Гаштайн на мапі округу. 

## Клімат
Місто знаходиться у зоні, котра характеризується субарктичним кліматом. Найтепліший місяць — липень із середньою температурою 14.4 °C (57.9 °F). Найхолодніший місяць — січень, із середньою температурою -3.2 °С (26.2 °F).
| Клімат Бад-Гаштайна     | Клімат Бад-Гаштайна | Клімат Бад-Гаштайна | Клімат Бад-Гаштайна | Клімат Бад-Гаштайна | Клімат Бад-Гаштайна | Клімат Бад-Гаштайна | Клімат Бад-Гаштайна | Клімат Бад-Гаштайна | Клімат Бад-Гаштайна | Клімат Бад-Гаштайна | Клімат Бад-Гаштайна | Клімат Бад-Гаштайна | Клімат Бад-Гаштайна |
| Показник                | Січ.                | Лют.                | Бер.                | Квіт.               | Трав.               | Черв.               | Лип.                | Серп.               | Вер.                | Жовт.               | Лист.               | Груд.               | Рік                 |
| Абсолютний максимум, °C | 14,5                | 16,4                | 20                  | 23,2                | 28,5                | 29,4                | 32,3                | 31,4                | 28,2                | 25,8                | 19,5                | 16                  | 32,3                |
| Середній максимум, °C   | 1,4                 | 3,1                 | 7                   | 10,4                | 16                  | 18,5                | 20,7                | 20,6                | 17,1                | 12,4                | 5,3                 | 1,6                 | 11,2                |
| Середня температура, °C | −3,2                | −2,1                | 1,5                 | 4,7                 | 9,8                 | 12,4                | 14,4                | 14,1                | 10,6                | 6,4                 | 0,7                 | −2,5                | 5,6                 |
| Середній мінімум, °C    | −6,5                | −5,9                | −2,5                | 0,5                 | 4,9                 | 7,6                 | 9,5                 | 9,5                 | 6,3                 | 2,5                 | −2,4                | −5,5                | 1,5                 |
| Абсолютний мінімум, °C  | −23,5               | −21                 | −19,5               | −10,7               | −11                 | −3,3                | −0,3                | 1,5                 | −2                  | −11,6               | −16,5               | −19,8               | −23,5               |
| Норма опадів, мм        | 49.7                | 44.6                | 67.4                | 80.6                | 103.4               | 153.7               | 163.5               | 147.1               | 112                 | 90.5                | 81.5                | 60.2                | 1154.2              |
| Днів з опадами          | 3,4                 | 4,4                 | 5,8                 | 5,1                 | 5                   | 6,3                 | 9,3                 | 7,2                 | 5,6                 | 7,6                 | 7,3                 | 5,1                 | 72,1                |
| ----------------------- | ------------------- | ------------------- | ------------------- | ------------------- | ------------------- | ------------------- | ------------------- | ------------------- | ------------------- | ------------------- | ------------------- | ------------------- | ------------------- |
| Джерело: Weatherbase    |                     |                     |                     |                     |                     |                     |                     |                     |                     |                     |                     |                     |                     |

## Демографія
Історична динаміка населення міста за даними сайту Statistik Austria